# Ласичасти лемур
Ласичасти лемур (лат. Lepilemur mustelinus) је полумајмун из породице ласичастих лемура (Lepilemuridae). Ендемит је Мадагаскара, где живи у шумама.

## Угроженост
Подаци о распрострањености ове врсте су недовољни.